# Shin'ichirō Kuwada
Shin'ichirō Kuwada (桒田 慎一朗 Kuwada Shin'ichirō?, nacido el 6 de diciembre de 1986 en Hiroshima) es un exfutbolista japonés. Jugaba de delantero y su último club fue el Nakhon Ratchasima FC.

## Trayectoria

### Clubes
| Club                 | País      | Año         |
| -------------------- | --------- | ----------- |
| Sanfrecce Hiroshima  | Japón     | 2005 - 2010 |
| Fagiano Okayama      | Japón     | 2011 - 2013 |
| Nakhon Ratchasima FC | Tailandia | 2014        |

## Estadística de carrera

### J. League
| Club                | Año   | J. League | J. League | Copa J. League | Copa J. League | Total | Total |
| Club                | Año   | Part.     | Goles     | Part.          | Goles          | Part. | Goles |
| ------------------- | ----- | --------- | --------- | -------------- | -------------- | ----- | ----- |
| Sanfrecce Hiroshima | 2005  | 8         | 0         | 2              | 1              | 10    | 1     |
| Sanfrecce Hiroshima | 2006  | 9         | 0         | 3              | 0              | 12    | 0     |
| Sanfrecce Hiroshima | 2007  | 12        | 0         | 7              | 1              | 19    | 1     |
| Sanfrecce Hiroshima | 2008  | 14        | 1         | -              | -              | 14    | 1     |
| Sanfrecce Hiroshima | 2009  | 0         | 0         | 0              | 0              | 0     | 0     |
| Sanfrecce Hiroshima | 2010  | 12        | 0         | 3              | 0              | 15    | 0     |
| Fagiano Okayama     | 2011  | 2         | 0         | -              | -              | 2     | 0     |
| Fagiano Okayama     | 2012  | 21        | 0         | -              | -              | 21    | 0     |
| Fagiano Okayama     | 2013  | 23        | 2         | -              | -              | 23    | 2     |
| Total               | Total | 101       | 3         | 15             | 2              | 116   | 5     |

## Palmarés

### Títulos nacionales
| Título    | Club                | País  | Año  |
| --------- | ------------------- | ----- | ---- |
| J2 League | Sanfrecce Hiroshima | Japón | 2008 |